# Onze-Lieve-Vrouw-Tenhemelopgenomenkerk (Bevel)

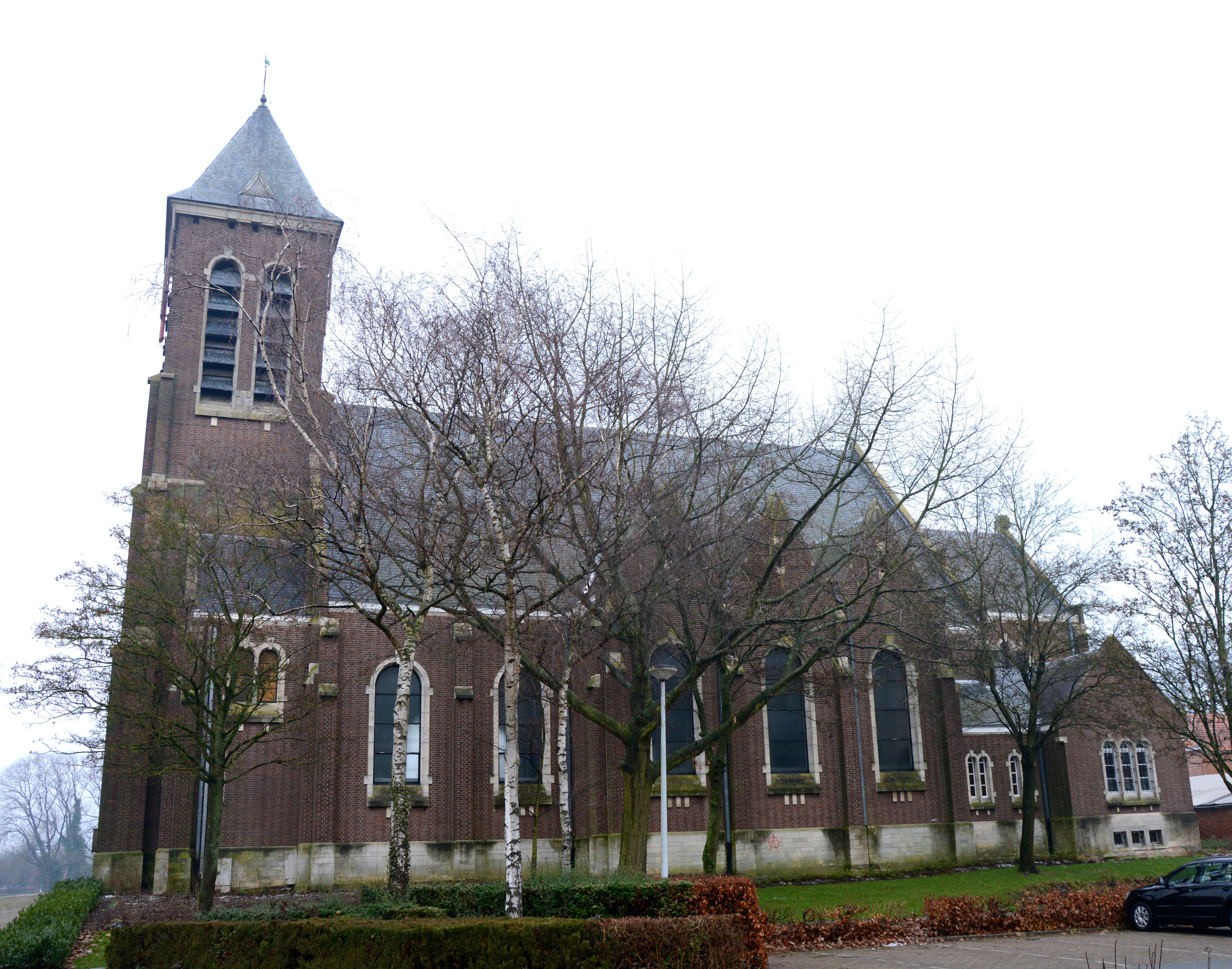
Onze-Lieve-Vrouw-Tenhemelopgenomenkerk

De Onze-Lieve-Vrouw-Tenhemelopgenomenkerk is de parochiekerk van de tot de Antwerpse gemeente Nijlen behorende plaats Bevel, gelegen aan Bevel-Dorp.

## Geschiedenis
De geschiedenis van de parochie gaat zeker terug tot 1212 en vroeger. Er was sprake van een kerk met een laatromaanse toren uit de 13e of 14e eeuw en een 16e-eeuws laatgotisch koor. Deze kerk werd in 1853-1856 vergroot in neogotische trant naar ontwerp van Joseph Schadde.
In 1940 werd deze kerk verwoest.
In 1950-1955 werd een nieuwe kerk gebouwd naar ontwerp van Marc De Vooght en J. Van Herck.

## Gebouw
Het betreft een bakstenen, naar het zuidoosten georiënteerde kerk heeft enigszins neoromaanse stijlelementen. Het is een driebeukige kruiskerk met ingebouwde noordwesttoren welke twee geledingen telt.

## Interieur
Het interieur wordt overkluisd door een tongewelf. Er zijn nog enkele 17e- en 18e-eeuwse heiligenbeelden te vinden welke gespaard bleven bij de verwoesting van de kerk.